# Vireó plumbi
El vireó plumbi (Vireo plumbeus) és un ocell de la família dels vireònids (Vireonidae).

## Hàbitat i distribució
Habita boscos de pins, ginebres i roures i sabanes amb pins a Belize, muntanyes des del sud d'Idaho, Wyoming, sud-est de Montana i sud-oest de Dakota del Sud, cap al sud, a través del sud-oest dels Estats Units i Mèxic fins Guatemala, El Salvador i Hondures.